# Stefano Bonaccini
Stefano Bonaccini (1967) es un político italiano. Militante del Partido Democrático (PD), ejerce de presidente de la región de Emilia-Romaña desde noviembre de 2014.

## Biografía

### Primeros años
Stefano Bonaccini nació en Módena el 1 de enero de 1967. Se inició en la política en la década de 1980, activo en el movimiento pacifista. En 1990  fue nombrado asesor en la comuna de Campogalliano, próxima a Módena, donde vivía; en 1995  resultó elegido secretario del Partido Democrático de la Izquierda (PDS) en Módena. En 2007 pasó a desempeñar el cargo de secretario provincial del recién creado Partido Democrático (PD) y dos años más tarde Bonaccini fue elegido secretario regional del PD en Emilia-Romaña.
Tras las elecciones regionales de 2010, Bonaccini fue elegido miembro del consejo regional. El 13 de diciembre de 2013,  esté nombrado coordinador nacional  para "Autoridades Locales" en la secretaría nacional del PD, bajo la jefatura de Matteo Renzi, quién Bonaccini apoyado en la 2013 elección primaria.
Después de la dimisión de Vasco Errani, el longevo presidente regional en la Emilia-Romagna, Bonaccini se presentó al proceso interno del PD para determinar el candidato para las elecciones de 2014. Se impuso en las primarias con un 60,9% de los votos contra el alcalde anterior de Forlì, Roberto Balzani.

### Presidente regional
El 23 de noviembre de 2014,  su candidatura personal ganó las elecciones regionales de Emilia-Romagna con un 49,1% de los votos, deviniendo en el noveno presidente de la región.
El 17 de diciembre de 2015, Bonaccini fue elegido Presidente de la Conferencia de las Regiones y Provincias Autónomas en sustitució de Sergio Chiamparino, que había dimitido unas semanas antes. Igualmente, el 12 de diciembre de 2016, Bonaccini fue elegido presidente del Consejo de Regiones y Municipios europeos.
Entre 2017 y 2018, Bonaccini implementó medidas para tratar de aumentar la autonomía política y fiscal de Emilia-Romagna.
Fue reelegido presidente en las elecciones regionales de enero de 2020.